# Брукмонт (Меріленд)
Брукмонт (англ. Brookmont) — переписна місцевість (CDP) в США, в окрузі Монтгомері штату Меріленд. Населення — 3751 особа (2020).

## Географія
Брукмонт розташований за координатами 38°57′16″ пн. ш. 77°7′43″ зх. д. / 38.95444° пн. ш. 77.12861° зх. д. (38.954308, -77.128651).  За даними Бюро перепису населення США в 2010 році переписна місцевість мала площу 5,11 км², з яких 3,34 км² — суходіл та 1,77 км² — водойми.

## Демографія
Згідно з переписом 2010 року, у переписній місцевості мешкало 3468 осіб у 1309 домогосподарствах у складі 980 родин. Густота населення становила 678 осіб/км².  Було 1375 помешкань (269/км²).
Расовий склад населення:
| - 90,9 % — білих - 4,2 % — азіатів - 1,9 % — чорних або афроамериканців - 0,1 % — корінних американців |

До двох чи більше рас належало 2,5 %. Частка іспаномовних становила 5,2 % від усіх жителів.
За віковим діапазоном населення розподілялося таким чином: 27,0 % — особи молодші 18 років, 58,3 % — особи у віці 18—64 років, 14,7 % — особи у віці 65 років та старші. Медіана віку мешканця становила 45,4 року. На 100 осіб жіночої статі у переписній місцевості припадало 95,7 чоловіків;  на 100 жінок у віці від 18 років та старших — 89,7 чоловіків також старших 18 років.
Середній дохід на одне домашнє господарство  становив 259 594 долари США (медіана — 163 438), а середній дохід на одну сім'ю — 308 439 доларів (медіана — 228 074). Медіана доходів становила 161 713 долари для чоловіків та 96 563 долари для жінок. За межею бідності перебувало 2,5 % осіб, у тому числі 5,1 % дітей у віці до 18 років та 1,6 % осіб у віці 65 років та старших.
Цивільне працевлаштоване населення становило 1825 осіб. Основні галузі зайнятості: науковці, спеціалісти, менеджери — 29,3 %, освіта, охорона здоров'я та соціальна допомога — 18,2 %, інформація — 9,5 %, публічна адміністрація — 9,4 %.